# People Who Aren't There Anymore
People Who Aren't There Anymore är ett musikalbum från 2024 av syntpopbandet Future Islands och gavs ut av skivbolaget 4AD. Detta är Future Islands sjunde studioalbum.

## Låtlista
Albumet innehåller tolv låtar.
1. King of Sweden – (4:11)
2. The Tower – (3:36)
3. Deep in the Night – (3:27)
4. Say Goodbye – (3:58)
5. Give Me the Ghost Back – (3:17)
6. Corner of My Eye – (3:53)
7. The Thief – (3:21)
8. Iris – (3:44)
9. The Fight – (4:27)
10. Peach – (3:12)
11. The Sickness – (4:01)
12. The Garden Wheel – (2:48)

## Medverkande
Källa: 
- Future Islands (William Cashion, Samuel T. Herring, Michael Lowry och Gerrit Welmers)
- Jeff McGrath (gitarr)
- Amy Shook (cello)